# Lydus tenuicollis
Lydus tenuicollis is een keversoort uit de familie van oliekevers (Meloidae). De wetenschappelijke naam van de soort is voor het eerst geldig gepubliceerd in 1905 door Reitter.